# فرانسين رايسيت
فرانسين رايسيت (بالفرنسية: Francine Racette)‏ : هي ممثلة أفلام كندية، ولدت في عام 23 سبتمر 1947 في جولييت، كيبك.
تعلمت في مدرسة المسرح الوطني الكندي، بدأت مشوارها الفني عام 1968 وشاركت بالعديد من الأعمال المتنوعة منها فيلم Lumière (عام 1976، وفيلم Alien Thunder عام 1974، وفيلم Au revoir les enfants عام 1987.رشحت لجائزة سيزار لأفضل ممثلة مساعدة.

## التعليم
تعلمت في مدرسة المسرح الوطني الكندي ‏.

## وصلات خارجية
- فرانسين رايسيت على موقع IMDb (الإنجليزية)
- فرانسين رايسيت على موقع ألو سيني (الفرنسية)
- فرانسين رايسيت على موقع أول موفي (الإنجليزية)
- فرانسين رايسيت على موقع قاعدة بيانات الأفلام السويدية (السويدية)
- فرانسين رايسيت على موقع قاعدة بيانات الفيلم (الإنجليزية)
- فرانسين رايسيت على موقع كينوبويسك (الروسية)